# Пуарэ, Альфонс Флавиен
Альфонс Флавиен Пуарэ (фр. Alphonse Flavien Poiré) (31 декабря 1883 года — 14 ноября 1922 года) — один из первых авиаторов, лётчик-спортсмен, автор многих рекордов, российский и французский военный лётчик, один из двух (кроме чеха Карла Ивановича Вашатки) иностранцев, удостоенный четырёх степеней Георгиевского креста.

## Биография
Родился Альфонс Пуарэ 31 декабря 1883 года во Франции, в Жиане (fr:Gien), департамент Луаре.
В 1903 году А. Пуарэ был призван во французскую армию, с 15 ноября 1904 года он служил в 9-й роте 3-го батальона 150-го пехотного полка в Суассоне, с 1 октября 1907 года — в запасе.
Летать А. Пуарэ начал в 1910 году на самолёте собственной конструкции, окончил авиационную школу, получил диплом пилота (N 1156) 22 ноября 1912 году на своём личном «Блерио». Одним из первых во Франции сделал «мертвую петлю».
Весной-летом 1914 года А. Пуарэ был в турне по России (вместе с А. Пегу). На самолёте Farman HF-20 он демонстрировал фигуры высшего пилотажа перед публикой в Петербурге, Москве и Одессе. О полётах Пуарэ писала газета «Русский инвалид»: 

«…лётчик А. Пуарэ выполнил большую программу высшего пилотажа, включавшую в себя следующие фигуры: воздушное „танго“, переворот с крыла на крыло, фальшивые петли, полёт падающего листа бумаги, спуск винтом с высоты 1000 м, планирующий спуск вниз головой и мёртвые петли с пассажиркой. Пуарэ сделал по одной „мёртвой петле“ с госпожой Е. Сувориной, княжной Долгорукой, супругой полковника Родзянко. Особенно публику поразило мужество госпожи Гиренковой, совершившей вместе с французским авиатором девять раз подряд „мёртвые петли“, а также планирующий спуск вниз головой в течение 20 секунд».— Лошков А. Развитие высшего пилотажа в России
Начало Первой мировой войны застало А. Пуарэ во время выступлений в России, он добровольно поступил на русскую службу, заключил контракт с военным ведомством, был прикомандирован ко 2-му армейскому авиаотряду 2-й армии. Летал на своём личном Farman HF-20 — том самом, на котором ранее демонстрировал фигуры высшего пилотажа.
В первый месяц войны А. Пуарэ совершил 21 боевой вылет, в сумме налетал 34 часа 33 минуты — больше любого русского лётчика, затем ещё 53 боевых вылета до конца 1914 года с общим налётом 120 часов. Участвовал во всех операциях 2-й армии до конца 1915 года, с риском для жизни, часто под обстрелом противника, занимался авиаразведкой. В августе 1916 года А. Пуаре был награждён Георгиевским оружием:

«Числящемуся по инженерным войскам, состоящему в армейском авиационном отряде, военному лётчику, Альфонсу Пуаре, за то, что как выдающийся военный лётчик, вылетев 12 сентября 1915 года на разведку, несмотря на сильный огонь противника, доставил особо важные сведения о подходе германского корпуса в район д. Нарочь, чем дал возможность командующему армией, а затем и Главнокомандующему подвести резервы и тем повлиять на успех дальнейшего наступления армии и исполнения ею поставленной Главнокомандующим задачи»— «Русский Инвалид» № 246, 1916 год
В декабре 1915 года он взял шестинедельный отпуск для поездки во Францию, официально его направили для покупки новых самолётов. Во Франции А. Пуарэ успел побить два мировых рекорда — 17 марта 1916 года поднялся с четырьмя пассажирами на четыре тысячи метров и с пятью пассажирами на три тысячи метров.
Из отпуска А. Пуарэ вовремя не вернулся, объяснил задержку выполнением служебного задания, потребовал выплаты дополнительных командировочных. 1 февраля 1917 года военный контракт А. Пуарэ истёк, но к тому времени он уже стал офицером.
6 марта 1917 года А. Пуарэ был отчислен из авиаотряда «за поступки, противоречащие духу воинской дисциплины» (непочтительно ответил генерал-квартирмейстеру 2-й армии), и откомандирован в Петроград в распоряжение французского военного агента для отправки на родину. За А. Пуарэ вступились многие авиаторы, в том числе В. Г. Фёдоров, к главе французской военной миссии обратились сразу несколько начальников авиаотрядов с просьбой откомандировать к ним А. Пуарэ, начальник Управления Воздушного флота в телеграмме просил командование 2-й армии пересмотреть решение: «тем более что до сего времени не получено никаких объяснений, оправдывающих столь серьезную меру к офицеру, свыше трех лет доблестно несшему службу на фронте…». А. Пуарэ был переведён на службу в 4-й авиационный отряд истребителей, из-за чего возник конфликт с руководством 2-го армейского авиаотряда. 28 июля 1917 года был командирован в Одессу, для приёмки истребителей с завода А. А. Анатра, 1 августа 1917 года — восстановлен во 2-м армейском авиаотряде.
В начале 1918 года 2-я армия была распущена, 7 апреля 1918 года А. Пуарэ вернулся во Францию, 11 мая 1918 года назначен лётчиком на один из авиационных заводов. С декабря 1918 года А. Пуарэ был прикомандирован к 102-му пехотному полку, с 3 февраля 1919 года — к 1-й авиационной группе в Дижоне. 7 мая 1919 года направлен в бессрочный отпуск, с 30 августа 1920 года — в резерве.
После войны А. Пуарэ посвятил себя пропаганде гражданской авиации. Он поставил множество рекордов по перевозке пассажиров, только за 1919 год им было перевезено более четырёх тысяч человек. А. Пуарэ несколько раз участвовал в соревнованиях на приз Мишлена в перелёте на три тысячи километров, в последнем из которых, в 1922 году, самолёт А. Пуарэ потрепел крушение. 14 ноября 1922 года он принял участие в соревновании транспортных самолётов и разбился в Бурже, пилотируя десятиместный биплан «Caudron» с четырьмя двигателями.
В некрологе, напечатанном в газете «Матэн» от 22 ноября 1922 года авиакатастрофа описана так:

«На высоте 150 м у аппарата, летевшего со скоростью 170 км/ч. неожиданно оторвалась лопасть одного из винтов и повредила фюзеляж, перебила лонжероны одного из крыльев, что вывело самолет из равновесия, он перевернулся колесами кверху и рухнул на землю»— Гальперин Ю. М. Воздушный казак Вердена
В этой авиакатастрофе Альфонс Пуарэ погиб, похоронен в Париже на кладбище Батиньоль.

## Чины и звания
Франция
- Солдат 2-го класса — 15.11.1904
- Су-лейтенант — 03.03.1916
- Лейтенант — 03.03.1918

Российская империя

Альфонс Флавиен Пуарэ

- Прапорщик — 16.05.1915 — за разведки во время боёв на Равке и Бзуре.
- звание Военный лётчик — 03.03.1916
- Подпоручик — 20.08.1916
- Поручик — 29.10.1917

## Награды
Франция
- Орден Почётного легиона, кавалер — 21.08.1916
- Военная медаль — 18.04.1915
- Военный крест 1914—1918 с 2 пальмовыми ветвями

Российская империя
- Георгиевское оружие — ВП от 29.08.1916
- Орден Святого Владимира 4-й степени с мечами и бантом — 25.10.1916
- Орден Святого Станислава 2-й степени с мечами
- Георгиевский крест 1-й степени — 26.01.1915
- Георгиевский крест 2-й степени — 25.01.1915
- Георгиевский крест 3-й степени — 1914
- Георгиевский крест 4-й степени — 06.09.1914